# DDR-Meisterschaften im Eisschnelllaufen 1987
Die DDR-Meisterschaften im Eisschnelllaufen 1987 fanden auf den Einzelstrecken im Sportforum Hohenschönhausen in Berlin statt, wobei die Meister schon im Dezember des Vorjahres ermittelt wurden. Im Sprint- und Großen-Mehrkampf wurden in diesem Jahr keine Meisterschaften ausgetragen. Andrea Ehrig vom SC Einheit Dresden war mit vier Titeln die erfolgreichste Sportlerin bei den Meisterschaften.

## Meister
| Distanz       | Männer         | Verein             | Frauen       | Verein             |
| ------------- | -------------- | ------------------ | ------------ | ------------------ |
| 500 Meter     | Uwe-Jens Mey   | SC Dynamo Berlin   | Karin Kania  | SC Einheit Dresden |
| 1.000 Meter0  | André Hoffmann | SC Dynamo Berlin   | Andrea Ehrig | SC Einheit Dresden |
| 1.500 Meter0  | Peter Adeberg  | TSC Berlin         | Andrea Ehrig | SC Einheit Dresden |
| 3.000 Meter0  |                |                    | Andrea Ehrig | SC Einheit Dresden |
| 5.000 Meter0  | Jörg Lange     | TSC Berlin         | Andrea Ehrig | SC Einheit Dresden |
| 10.000 Meter0 | Roland Freier  | SC Karl-Marx-Stadt |              |                    |

## Einzelstrecken-Meisterschaften
Termin: 12.–14. Dezember 1986

### Männer

#### 500 Meter
| Pl. | Name               | Verein             | Zeit (s) |
| --- | ------------------ | ------------------ | -------- |
| 1   | Uwe-Jens Mey       | SC Dynamo Berlin   | 37,94    |
| 2   | André Sobeck       | SC Dynamo Berlin   | 38,50    |
| 3   | André Hoffmann     | SC Dynamo Berlin   | 38,57    |
| 4   | René Goschnik      | SC Einheit Dresden | 38,79    |
| 5   | Rainer Effenberger | SC Einheit Dresden | 38,82    |
| 6   | Peter Adeberg      | TSC Berlin         | 38,95    |

#### 1.000 Meter
| Pl. | Name            | Verein             | Zeit (min) |
| --- | --------------- | ------------------ | ---------- |
| 1   | André Hoffmann  | SC Dynamo Berlin   | 1:17,45    |
| 2   | René van Bernum | TSC Berlin         | 1:18,50    |
| 3   | Olaf Zinke      | SC Dynamo Berlin   | 1:18,86    |
| 4   | Sven Schindler  | SC Einheit Dresden | 1:19,60    |
| 5   | Jan Thomas      | SC Dynamo Berlin   | 1:20,33    |
| 6   | André Sobeck    | SC Dynamo Berlin   | 1:20,60    |

#### 1.500 Meter
| Pl. | Name           | Verein            | Zeit (min) |
| --- | -------------- | ----------------- | ---------- |
| 1   | Peter Adeberg  | TSC Berlin        | 1:59,31    |
| 2   | André Hoffmann | SC Dynamo Berlin  | 1:59,92    |
| 3   | Jörg Lange     | TSC Berlin        | 2:01,79    |
| 4   | Thomas Stenzel | TSC Berlin        | 2:01,94    |
| 5   | Heiko Scandolo | SC Turbine Erfurt | 2:02,35    |
| 6   | Olaf Zinke     | SC Dynamo Berlin  | 2:03,17    |

#### 5.000 Meter
| Pl. | Name            | Verein            | Zeit (min) |
| --- | --------------- | ----------------- | ---------- |
| 1   | Jörg Lange      | TSC Berlin        | 7:19,11    |
| 2   | Peter Tietz     | SC Turbine Erfurt | 7:20,41    |
| 3   | Thomas Stenzel  | TSC Berlin        | 7:20,91    |
| 4   | René Schöfisch  | TSC Berlin        | 7:21,58    |
| 5   | Steffen Meißner | SC Turbine Erfurt | 7:23,17    |
| 6   | Peter Adeberg   | TSC Berlin        | 7:24,44    |

#### 10.000 Meter
| Pl. | Name            | Verein             | Zeit (min) |
| --- | --------------- | ------------------ | ---------- |
| 1   | Roland Freier   | SC Karl-Marx-Stadt | 15:05,33   |
| 2   | Jörg Lange      | TSC Berlin         | 15:10,80   |
| 3   | Peter Adeberg   | TSC Berlin         | 15:22,65   |
| 4   | Torsten Piekarz | TSC Berlin         | 15:26,31   |
| 5   | Thomas Stenzel  | TSC Berlin         | 15:27,85   |
| 6   | Jörn Piotrowski | SC Dynamo Berlin   | 15:34,38   |

### Frauen

#### 500 Meter
| Pl. | Name               | Verein             | Zeit (s) |
| --- | ------------------ | ------------------ | -------- |
| 1   | Karin Kania        | SC Einheit Dresden | 41,52    |
| 2   | Andrea Ehrig       | SC Einheit Dresden | 41,66    |
| 3   | Sylke Luding       | SC Einheit Dresden | 42,16    |
| 4   | Jacqueline Börner  | TSC Berlin         | 42,35    |
| 5   | Constanze Scandolo | SC Turbine Erfurt  | 42,52    |
| 6   | Karin Trautvetter  | SC Turbine Erfurt  | 42,54    |

#### 1.000 Meter
| Pl. | Name              | Verein             | Zeit (min) |
| --- | ----------------- | ------------------ | ---------- |
| 1   | Andrea Ehrig      | SC Einheit Dresden | 1:23,04    |
| 2   | Karin Trautvetter | SC Turbine Erfurt  | 1:27,12    |
| 3   | Sylke Luding      | SC Einheit Dresden | 1:27,41    |
| 4   | Karin Stachewiez  | SC Dynamo Berlin   | 1:28,62    |
| 5   | Helbig            | SC Karl-Marx-Stadt | 1:31,37    |

#### 1.500 Meter
| Pl. | Name              | Verein             | Zeit (min) |
| --- | ----------------- | ------------------ | ---------- |
| 1   | Andrea Ehrig      | SC Einheit Dresden | 2:06,64    |
| 2   | Jacqueline Börner | TSC Berlin         | 2:09,54    |
| 3   | Sabine Brehm      | SC Dynamo Berlin   | 2:09,94    |
| 4   | Carola Bürger     | SC Einheit Dresden | 2:10,90    |
| 5   | Heike Schalling   | SC Turbine Erfurt  | 2:11,98    |
| 6   | Gunda Kleemann    | SC Turbine Erfurt  | 2:12,68    |

#### 3.000 Meter
| Pl. | Name               | Verein             | Zeit (min) |
| --- | ------------------ | ------------------ | ---------- |
| 1   | Andrea Ehrig       | SC Einheit Dresden | 4:29,13    |
| 2   | Heike Schalling    | SC Turbine Erfurt  | 4:31,28    |
| 3   | Carola Bürger      | SC Einheit Dresden | 4:35,08    |
| 4   | Gunda Kleemann     | SC Turbine Erfurt  | 4:37,46    |
| 5   | Jacqueline Börner  | TSC Berlin         | 4:38,85    |
| 6   | Constanze Scandolo | SC Turbine Erfurt  | 4:41,45    |

#### 5.000 Meter
| Pl. | Name               | Verein             | Zeit (min) |
| --- | ------------------ | ------------------ | ---------- |
| 1   | Andrea Ehrig       | SC Einheit Dresden | 7:40,39    |
| 2   | Heike Schalling    | SC Turbine Erfurt  | 7:59,39    |
| 3   | Gunda Kleemann     | SC Turbine Erfurt  | 7:59,32    |
| 4   | Carola Bürger      | SC Einheit Dresden | 8:01,66    |
| 5   | Constanze Scandolo | SC Turbine Erfurt  | 8:16,95    |
| 6   | Heike Müller       | SC Turbine Erfurt  | 8:21,27    |

## Medaillenspiegel
| Platz | Verein | Verein             | Gold | Silber | Bronze | Total |
| ----- | ------ | ------------------ | ---- | ------ | ------ | ----- |
| 1     |        | SC Einheit Dresden | 5    | 1      | 3      | 9     |
| 2     |        | TSC Berlin         | 2    | 3      | 3      | 8     |
| 3     |        | SC Dynamo Berlin   | 2    | 2      | 3      | 7     |
| 4     |        | SC Karl-Marx-Stadt | 1    | –      | –      | 1     |
| 5     |        | SC Turbine Erfurt  | –    | 4      | 1      | 5     |
|       | Total  | Total              | 10   | 10     | 10     | 30    |